# Петров, Николай Александрович (учёный)
Никола́й Алекса́ндрович Петро́в (3 [16] марта 1911, Павловск, Санкт-Петербургская губерния — 9 января 1989, Арзамас-16, Горьковская область) — советский учёный в области ядерной физики, кандидат технических наук, лауреат Сталинской (1953) и Ленинской (1961) премий, Герой Социалистического Труда (1962).

## Биография
Родился 3 марта 1911 года в городе Павловск Санкт-Петербургской губернии (ныне в составе Пушкинского района Санкт-Петербурга). Русский.
Окончил Шосткинский химико-технологический техникум (1932). Работал в Ленинграде на экспериментальном заводе № 1 НКСМ: заместитель начальника и начальник цеха, начальник КБ (1936), главный инженер (1939). Участвовал в создании новых образцов военной техники.
В 1942 г. эвакуирован в Горьковскую область и направлен в Саров на завод № 550 НКБ, выпускавший корпуса снарядов для гвардейских миномётов «Катюша». Работал старшим технологом, главным технологом и затем главным инженером. В 1945 году награждён орденом «Знак Почёта».
С 1946 г. участник атомного проекта, главный инженер завода № 1 КБ-11. По его инициативе и под его руководством была разработана установка, обеспечивающая электронно-лучевую сварку различных материалов с точно заданной глубиной.
В 1950-е годы, когда завод начал работать с полиэтиленом, предложил способ изготовления заготовок в пресс-формах с паровым нагревом.
За большой вклад в освоение новых технологий и материалов награждён двумя орденами Ленина (1950, 1956), в 1953 году стал лауреатом Сталинской премии 2-й степени. В 1955 году по результатам защиты диссертации присуждена степень кандидата технических наук.
С 1956 года начальник Специального отделения КБ-11 по разработке новых материалов и прогрессивных технологических процессов.
С 1960 года первый заместитель директора — главный инженер ВНИИ экспериментальной физики (бывшее КБ-11).
За разработку новых технологических процессов и освоение в производстве новых образцов ядерных зарядов в 1961 году присуждена Ленинская премия. Указом Президиума Верховного Совета СССР от 7 марта 1962 года присвоено звание Героя Социалистического Труда.
В 1979 году по состоянию здоровья освобождён от должности главного инженера ВНИИЭФ. Стал инициатором создания Лаборатории исторических исследований ВНИИЭФ и до конца жизни был её руководителем.
Также в числе его наград ордена Октябрьской Революции (1971), Трудового Красного Знамени (1960), «Знак Почёта» (1945), медали. Почётный гражданин г. Сарова (1979).
Умер 9 января 1989 года. Похоронен на городском кладбище Сарова.